# Diachlorus altivagus
Diachlorus altivagus är en tvåvingeart som beskrevs av Lutz 1913. Diachlorus altivagus ingår i släktet Diachlorus och familjen bromsar. Inga underarter finns listade i Catalogue of Life.